# Toporec
Toporec és un poble i municipi d'Eslovàquia. Es troba a la regió de Prešov, al nord del país.

## Història
La primera referència escrita de la vila data del 1277.

## Demografia
| Godina             | 1994 | 2004    | 2014    | 2024   |
| ------------------ | ---- | ------- | ------- | ------ |
| Nombre de persones | 1521 | 1695    | 1898    | 2055   |
| Diferència         |      | +11,43% | +11,97% | +8,27% |

| Godina             | 2023 | 2024   |
| ------------------ | ---- | ------ |
| Nombre de persones | 2039 | 2055   |
| Diferència         |      | +0,78% |